# Toci Tholus
Toci Tholus is een vulkaan op de planeet Venus. Toci Tholus werd in 1997 genoemd naar Toci, grootmoedergodin, hart van de aarde en moeder van alle goden in de Azteekse mythologie.
De vulkaan heeft een diameter van 300 kilometer en bevindt zich in het zuidoosten van het quadrangle Sedna Planitia (V-19).